# Robin Simović
Robin Simović (* 29. Mai 1991 in Malmö) ist ein schwedischer Fußballspieler. Er steht seit Februar 2024 beim K Beerschot VA in Belgien unter Vertrag.

## Karriere
Simović begann mit dem Fußballspielen beim Malmöer Vorortverein Bunkeflo IF. Später wechselte er in die Jugend des Malmö FF. Nachdem er die einzelnen Nachwuchsmannschaften durchlaufen hatte, setzte jedoch der seinerzeitige Cheftrainer Roland Nilsson statt seiner auf Dardan Rexhepi. Im Januar 2010 verlieh ihn der Klub daher zum Kooperationspartner Lunds BK in die drittklassige Division 1. Ende Juli wechselte er erneut den Klub und schloss sich dem Amateurklub Lilla Torg FF in der viertklassigen Division 2 an. Anfang 2011 wechselte er zum Viertligisten IFK Klagshamn. Dort erzielte er 14 Saisontore und war damit einer der Garanten für den Staffelsieg, der Klub verzichtete jedoch auf einen Aufstieg in die Division 1. Jedoch hatte er auch höherklassig auf sich aufmerksam gemacht. 
Im Januar 2012 kam er mit dem Zweitligisten Ängelholms FF über einen Zwei-Jahres-Kontrakt überein. Auch in der Superettan zeichnete er sich als regelmäßiger Torschütze aus. Mit 17 Saisontoren war er einerseits eine der Stützen des Vereins im Kampf um den Klassenerhalt, andererseits platzierte er sich hinter Pablo Piñones-Arce an zweiter Stelle in der Torschützenliste der Zweitliga-Spielzeit 2012. Wiederum weckte er damit höherklassig Begehrlichkeiten. Anfang Februar 2013 unterzeichnete er beim Erstligisten Helsingborgs IF einen Vertrag über dreieinhalb Jahre. Unter Trainer Roar Hansen gehörte er auf Anhieb zu den Stammspielern und war auch hier als regelmäßiger Torschütze erfolgreich. Im Mai 2015 erreichte Simovic mit dem Verein das Finale um den nationalen Pokal, welches mit 0:1 gegen IF Elfsborg verloren ging.
Dann folgte am 1. Januar 2016 der Wechsel zu Nagoya Grampus in die japanische J1 League. Dort stieg er mit dem Verein in die Zweitklassigkeit ab und Simovic ging nach zwei Spielzeiten weiter zum Ligarivalen Ōmiya Ardija. Nach insgesamt vier Jahren in Asien, 133 Pflichtspielen mit 46 erzielten Treffern für beide Klubs ging er im Frühjahr 2020 zum AS Livorno nach Italien in die Serie B. Anschließend folgte der norwegische Erstligist Odds BK und von 2021 bis 2022 spielte er wieder in seiner Heimat für Varbergs BoIS. Im Jahr 2023 folgte jeweils eine halbe Saison bei den Jeonnam Dragons in Südkorea sowie NK Rudeš aus der kroatischen 1. HNL. Seit dem 12. Februar 2024 steht Simovic nun beim belgischen Zweitligisten K Beerschot VA unter Vertrag.